# Conioscinella pulverulenta
Conioscinella pulverulenta är en tvåvingeart som först beskrevs av Oswald Duda 1930.  Conioscinella pulverulenta ingår i släktet Conioscinella och familjen fritflugor. Inga underarter finns listade i Catalogue of Life.